# Augochloropsis leontodes
Augochloropsis leontodes är en biart som först beskrevs av Joseph Vachal 1904.  Augochloropsis leontodes ingår i släktet Augochloropsis och familjen vägbin. Inga underarter finns listade.